# Marie-Louis Auguste de Martin du Tyrac de Marcellus
Marie-Louis Auguste de Martin du Tyrac, comte de Marcellus, est un littérateur, député de la Gironde et pair de France.

## Biographie
Né en 1776 au château de Marcellus, commune de  Marcellus en Guyenne (Lot-et-Garonne) d'une ancienne famille originaire du Périgord anoblie par charge de trésorier à Bordeaux en 1591, il est le fils d'André Joseph de Martin du Tyrac, confirmé comte de Marcellus en 1755 sur réversion du titre accordé en 1722 à une autre branche[réf. nécessaire], tué en duel en 1788 à Bechwelle par Charles François Armand de La Roque-Budos, et de Suzanne-Thérèse Angélique de Piis, guillotinée le 21 juillet 1793 à Bordeaux.
Étant encore enfant, il fut chevalier de Malte.
Le  tribunal révolutionnaire qui condamna sa mère à périr sur l'échafaud en 1793, le condamna à la détention jusqu'à la paix. 
Il fut déporté en Espagne après le 18 Fructidor (4 septembre 1797) ; mais il rentra peu de temps après en France, et vécut dans la retraite jusqu'à la restauration. 
Le duc d'Angoulême qu'il alla joindre à Bordeaux, avec son fils aîné, en 1814, le nomma membre de son conseil.
Le département de la Gironde l'ayant élu son député au mois d'août 1815, il se signala dès cette époque par la ferveur de ses opinions royalistes qui n'ont jamais changé. 
Au mois de janvier 1816, il fit partie de la commission chargée de présenter un rapport sur une proposition qui avait pour objet de supprimer toutes les pensions des prêtres mariés ou qui avaient renoncé au sacerdoce. Dans la séance du 23 avril, Marcellus prononça un discours en faveur du clergé, et vota pour le projet de loi que présentait le ministre de l'intérieur. Réélu député, la même année, pour la nouvelle session, il prit la parole, le 24 décembre, pour obtenir que l'on rendit aux membres du clergé le droit de recevoir et de posséder. Le 5 mars 1817, il défendit l'inviolabilité des biens ecclésiastiques. 
Lorsqu'en 1817, un nouveau concordat avec le Pape fut présenté aux chambres, Marcellus, qui faisait partie de la commission chargée de faire un rapport sur la loi relative à ce concordat, écrivit au souverain pontife pour le prier de lui tracer la voie qu'il devait suivre. Celui-ci lui fit une réponse assez étendue, datée du 23 février 1818 ; mais la loi fut retirée par le ministère, et la France resta sous l'empire du concordat de 1802. 
À la chambre des pairs, où il fut appelé à siéger en 1823, le comte de Marcellus suivit la même ligne de conduite.
La  révolution de 1830 le rendit à la vie privée ; il se retira dans sa terre de Marcellus, où il partageait son temps entre l'éducation de ses enfants, ses devoirs religieux et la culture des lettres. 
C'est là qu'il mourut de façon soudaine le 25 décembre 1841.

## Œuvres
Il publia de nombreux ouvrages :
- La vie de M. Martin de Bonefond, curé de Marmande. Bordeaux, 1810, in-12° ;
- Chansons royalistes. Bordeaux, 1814-1815;
- Odes sacrées. Paris, 1820, in-8° ;
- Le cri de la vérité, chanson patriotique, Paris, 1822, in-8°;
- Lettres à MM. les rédacteurs de la Ruche d'Aquitaine, 1822, in-8°;
- Lettres sur l'Anglette. Paris, 1822 ;
- Lettres sur l'Angleterre, en juin 1823, Paris, 1823, in-8"; ouvrage faisant suite à celui de 1822 ;
- Lettres sur Chambord, Paris, Boucher, 1824, in-8°;
- Lettre sur Pétrarque au Journal des Débats, Paris, Boucher, 1824, in-8°;
- Conseils d'un ami à un jeune homme studieux, Paris, 1825, in-8°;
- Odes sacrées, idylles et poésies diverses, 1825, in-8";
- Paraphrase en forme d'ode sacrée du psaume CXXIII, appliquée à la mort douce et sainte de M. le duc Mathieu de Montmorency, Paris, 1826, in-18;
- Voyage dans les Hautes-Pyrénées, dédié à SAR Mgr le duc de Bordeaux, en prose et en vers, Paris, 1826, in-8°; [lire en ligne]
- Odes sacrées tirées des quinze psaumes graduels paraphrasés en vers français; du Psaume CXIV appliqué à la mort de Mgr d'Aviau, archevêque de Bordeaux; des hymnes Vexilla et Pange lingua, Paris, 1827, in-18;
- Cantates sacrées, tirées de l'Ancien et du Nouveau Testament, Paris, 1829, in-8";
- Première communion d'un jeune exilé, ode, Montpellier, 1832, in-8";
- Vêpres et complies lyriques, selon le rite romain, suivies des trois Litanies et de Psaumes traduits en vers français, et paraphrasés en forme d'odes et d'épodes sacrées, 1841, 1 voL in-18;
- Le Cantique des cantiques de Salomon, trad. et paraphrasé en forme de cantates sacrées, 1841, 1 vol. in-12;
- Bouquet de cyprès offert aux nobles enfants de feu M. le vicomte de Ronald, 1841, in-8";

### Sources
- Histoire généalogique et héraldique des pairs de France, par le Chevalier de Courcelles Tome 7, pp. 277-280
- « Marie-Louis Auguste de Martin du Tyrac de Marcellus », dans Adolphe Robert et Gaston Cougny, Dictionnaire des parlementaires français, Edgar Bourloton, 1889-1891 [détail de l’édition]